# فرودگاه شهری بویزی
فرودگاه شهری بویزی (به انگلیسی: Boise City Airport) یک فرودگاه همگانی بهره‌برداری هوایی است که یک باند فرود آسفالت دارد و طول باند آن ۱۲۸۳ متر است. این فرودگاه در کشور ایالات متحده آمریکا قرار دارد و در ارتفاع ۱۲۷۳ متری از سطح دریا واقع شده‌است.